# Guillermo Zapata (actor)
Guillermo Zapata (27 de mayo de 1968) es un actor y productor argentino.

## Carrera
Guillermo Zapata nació el 27 de mayo de 1968, y es originario de Argentina. Es hijo del popular cantante Rodolfo Zapata, y hermano del entrenador de fútbol Rolo Zapata.
Después de haber estudiado teatro y actuación en el Conservatorio Nacional de Arte Dramático, comenzó su carrera como actor en Clave de Sol. Luego participó en las telenovelas Amándote II y Rebelde, junto a Ricardo Darín.
Siguiendo su vocación artística, en 1992 se mudó a la ciudad de Los Ángeles en los Estados Unidos. Zapata apareció allí en numerosas series y comerciales.  Al mismo tiempo, invirtió en un restaurant de West Hollywood llamado SUR junto a su socia Lisa Vanderpump, quien es conocida por el show The Real Housewives of Beverly Hills.
Después de haberse ganado un lugar en la actuación en la meca del cine en Hollywood, Guillermo decidió regresar a su país en carácter de productor y protagonista de película La sombra del gato, dirigida por José Cicala, con un elenco encabezado por Danny Trejo y Maite Lanata. La película se estrenó en diciembre de 2021 en Argentina.
En 2023 se estrena el film "Lennons" del cual es protagonista junto a Gaston Pauls.